# ذو القراب الشمعي
ذو القِراب الشَمعي (الاسم العلمي: Thecacera)، جنس من بزاق البحر، الرخويات بطنيات القدم وتنتمي إلى فصيلة كثيرات الشمع.

## الأنواع
يضم الجنس الأنواع التالية
- Thecacera boyla Willan, 1989
- Thecacera darwini Pruvot-Fol, 1950
- بزاق البحر بيكاشو عاري الخياشيم رودولف بيرغ, 1883
- Thecacera pennigera (Montagu, 1815)
- Thecacera picta Baba, 1972
- Thecacera virescens Alder & Hancock, 1851[2]
- Thecacera vittata Yonow, 1994

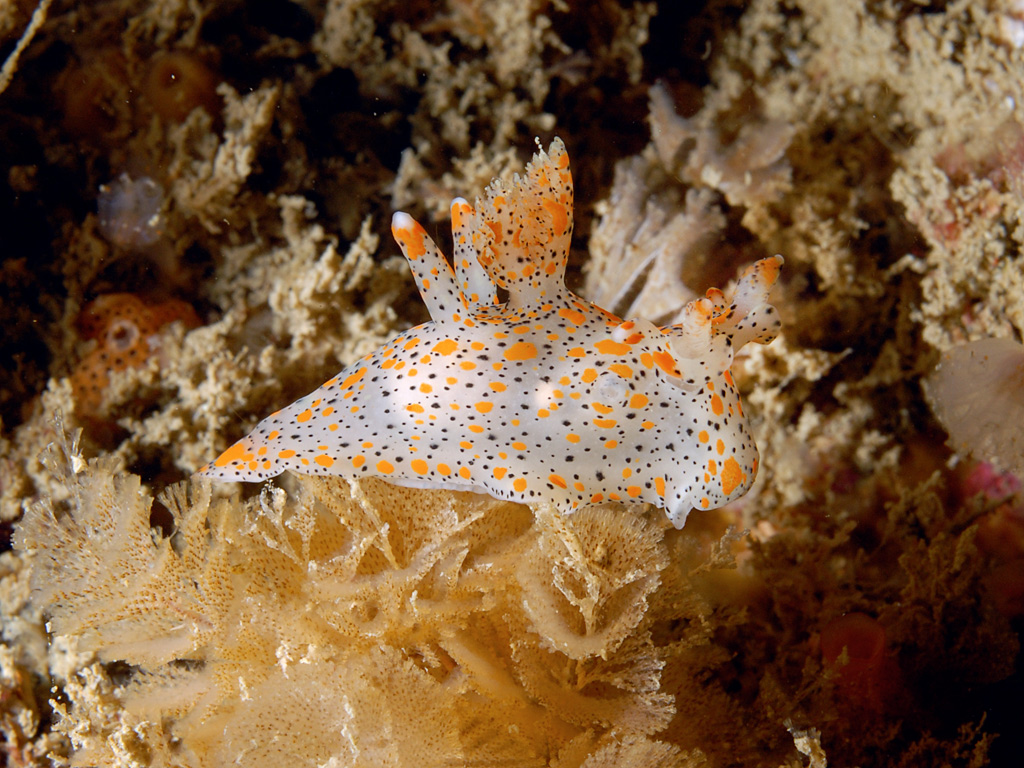
Thecacera pennigera
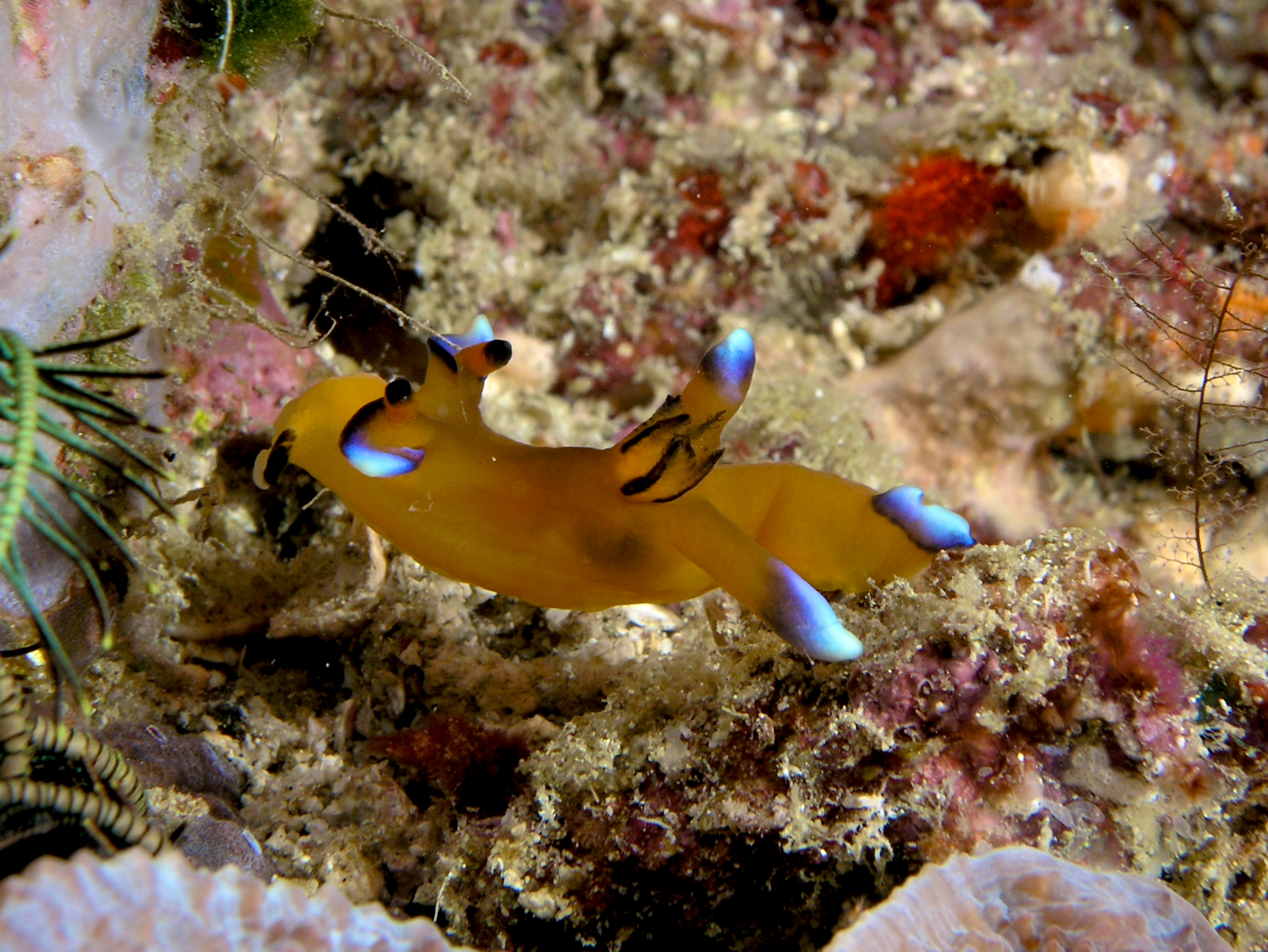
بزاق البحر بيكاشو عاري الخياشيم
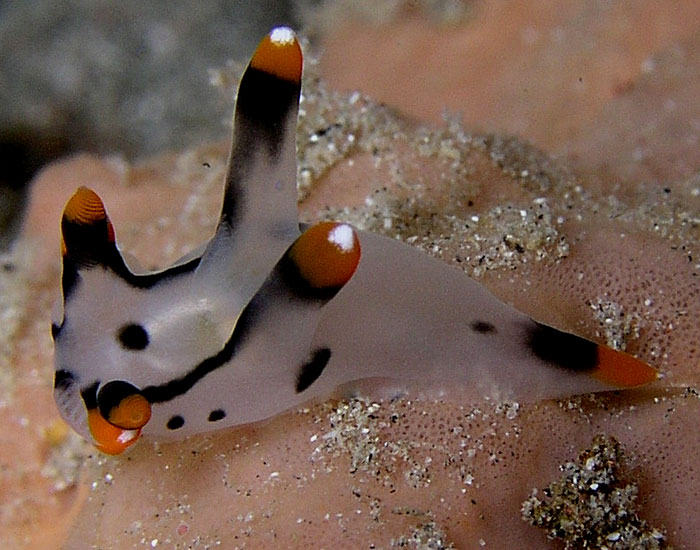
Thecacera picta
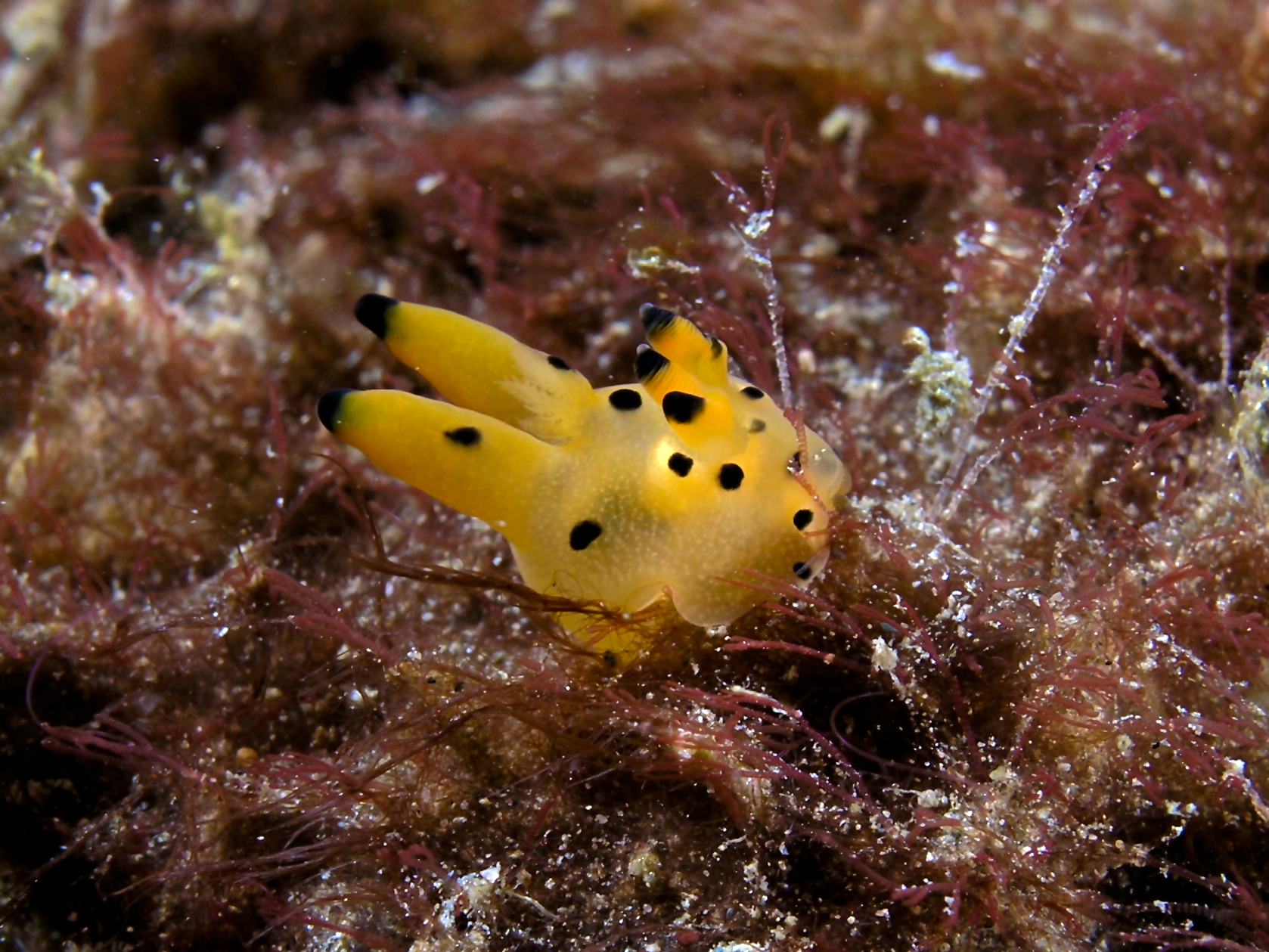
Rudman's Thecacera species 2

## روابط خارجية
- video of Thecacera pacifica